# Nísia Floresta Brasileira Augusta
Nísia Floresta Brasileira Augusta, o più semplicemente Nísia Floresta, pseudonimo di Dionísia Gonçalves Pinto (Nísia Floresta, 12 ottobre 1810 – Rouen, 24 aprile 1885), è stata un'educatrice e poetessa brasiliana, considerata una pioniera del femminismo in Brasile.
Nísia Floresta è stata direttrice di un collegio a Rio de Janeiro e autrice di numerose pubblicazioni in difesa delle donne, degli Indios e degli schiavi
(Luís Fernando Veríssimo)

## Biografia
Nata a Nísia Floresta il 12 ottobre 1810 da padre portoghese (Dionísio Gonçalves Pinto) e madre brasiliana (Antônia Clara Freire), Dionísia Gonçalves Pinto scelse nel corso degli anni questo curioso pseudonimo perché Floresta era il posto agreste dove nacque e Augusta il cognome del suo secondo marito, padre di sua figlia Livia.
Dopo l'assassinio del padre, a Recife, nel 1831 Nísia comincia a scrivere i primi versi e articoli sui giornali di Pernambuco. Rimasta vedova, si trasferisce nel Rio Grande do Sul, ma ben presto, a causa della guerra dei Farrapos, si trasferisce a Rio de Janeiro dove fonda e dirige i collegi Brasil e Augusto.

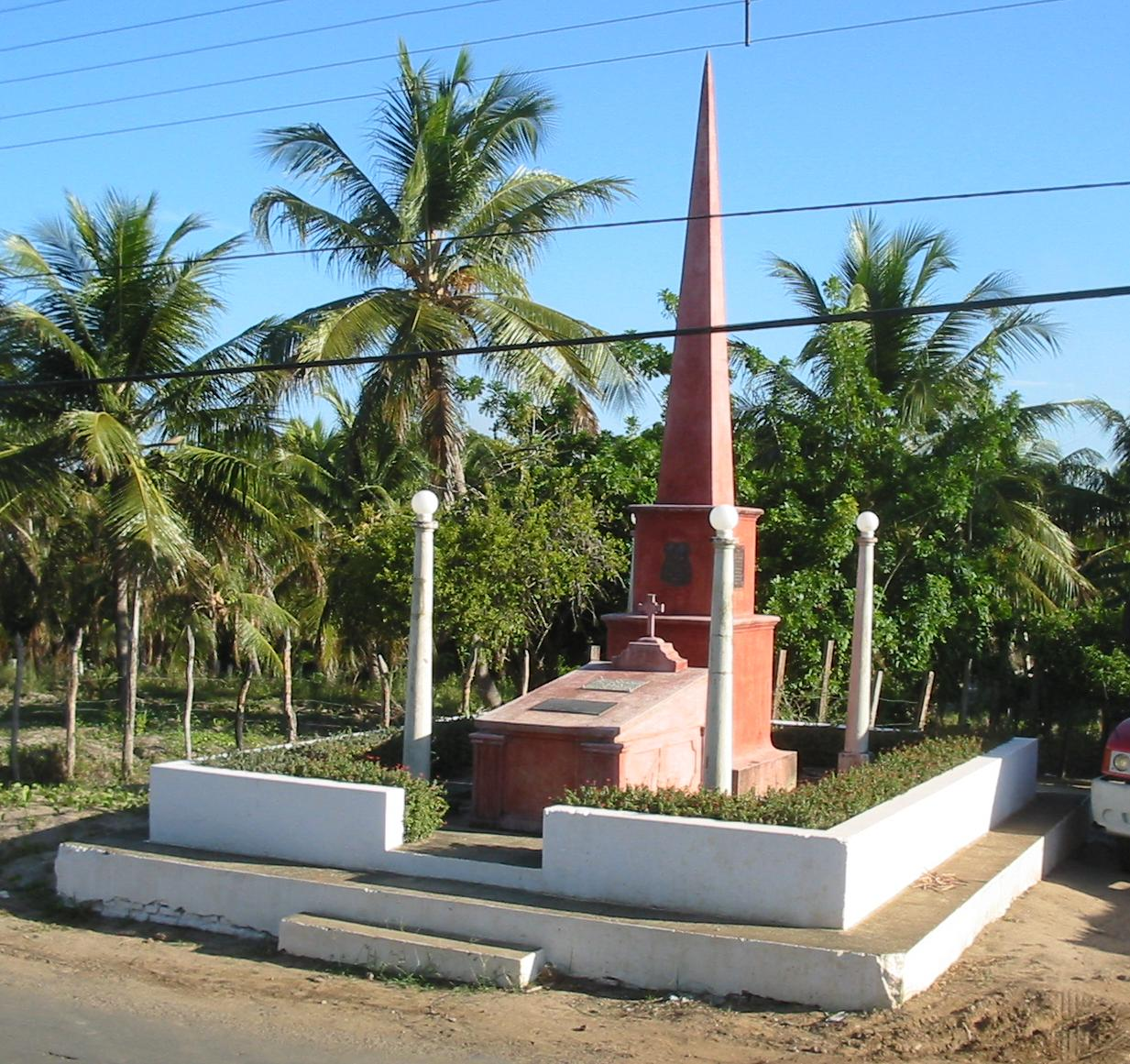
Tomba di Nísia Floresta, nel cimitero di Nísia Floresta, Rio Grande do Norte.

Nel 1849 si trasferisce per lungo tempo in Europa, a Parigi, per le cure mediche necessarie a sua figlia e nel 1853 pubblica Opúsculo Humanitário, una raccolta di articoli sull'emancipazione femminile, che ricevono il plauso di Auguste Comte, padre del positivismo.
Tornata in Brasile nel 1872, ritorna nuovamente in Europa nel 1875, dove pubblica Fragments d'un ouvrage inédit: Notes biographiques.
Morì a Rouen di polmonite il 24 aprile 1885 e fu sepolta nel cimitero di Bonsecours. Nel 1954 la salma fu traslata in Brasile nella cittadina natale di Paparì, che nel frattempo aveva già cambiato nome in suo onore in Nísia Floresta.

## Opere
- Direitos das mulheres e injustiça dos homens, il suo primo libro e primo libro in Brasile a trattare dei diritti delle donne. Apparentemente traduzione di Mary Wollstonecraft: Vindications of the Rights of Woman, in realtà il testo originale è Woman not inferior to man, pubblicato anonimamente nel 1739. In questa traduzione, Nísia Floresta identifica forse il testo-guida del femminismo brasiliano;
- Conselhos à minha filha, 1842;
- Opúsculo humanitário, 1853;
- A Mulher, 1859.

Nel libro Patronos e Acadêmicos, Veríssimo de Melo inizia il capitolo che riguarda Nísia in questi termini: "Nísia Floresta Brasileira Augusta è stata la donna più importante che il Rio Grande do Norte abbia mai annoverato".